# 苏泂
蘇泂（1170年—？），字召叟，山阴（今浙江绍兴）人。
相傳為北宋宰相苏颂四世孙。乾道六年（1170年）出生，与赵师秀同年。早年随其祖父蘇師德游宦四川，长大游遍四方，曾入建康（今南京）幕，一生偃蹇不得志。好與名士辛弃疾、劉過、王柟、趙師秀、葛天民、姜夔等交往，又隨陆游學詩。四库馆臣将其列入江湖诗派，今存詩八百餘首，其中《金陵雜詠》多至二百首，“尤為出奇無窮”。又如弔姜夔诗“赖是小红渠已嫁，不然啼碎马塍花。”句，尤脍炙人口。卒年不詳，享年在五十歲以上。有《泠然斋诗集》八卷，久佚。清初四庫館臣自《永樂大典》輯得《冷然齋詩集》八卷。